# 지시로촌
지시로촌(千城村)은 지바현 지바군에 일찍이 존재했던 촌이다. 현재의 지바시 주오구의 동부, 와카바구의 중서부에 해당한다.
동사무소는 현재의 와카바구 오미야마치(若葉区大宮町)에 위치하며, 주변의 지바 센조우체국, 센조초등학교와 지바시 편입 후 건설된 센조다이(千城台)단지에 그 이름을 남겼다. 

## 역사
- 1889년 4월 1일 - 정촌제 시행에 의해 지바군 지시로촌이 성립하였다.
- 1944년 2월 11일 - 지바시에 편입되어, 동일 지시로촌은 폐지되었다.

## 교통

### 도로
- 도가네 가도
- 오아미 가도